# Xã Galien, Michigan
Xã Galien (tiếng Anh: Galien Township) là một xã thuộc quận Berrien, tiểu bang Michigan, Hoa Kỳ. Năm 2010, dân số của xã này là 1.452 người.